# S/2003 (130) 1
S/2003 (130) 1 é um satélite natural do asteroide 130 Electra que está localizado no cinturão principal de asteroides.

## Descoberta
S/2003 (130) 1 foi descoberto em 15 de agosto de 2003, pelos astrônomos W. J. Merline, P. M. Tamblyn, C. Dumas, L. M. Close, C. R. Chapman, e F. Menard através de observações feita com óptica adaptativa do telescópio Keck II, em Mauna Kea, Havaí, EUA.

## Nome
Este satélite recebeu a designação provisória de S/2003 (130) 1.

## Características físicas e orbitais
Este corpo celeste tem um diâmetro com cerca de 4 km e orbita Electra a uma distância de cerca de 1170 km. Devido ainda terem sido feitas apenas algumas observações, até agora, a sua órbita é atualmente é relativamente pouco conhecida.